# Nishiwaki
Nishiwaki (西脇市, Nishiwaki-shi) est une ville située dans la préfecture de Hyōgo, au Japon.

## Géographie

### Situation
Nishiwaki est située dans le centre de la préfecture de Hyōgo.

### Démographie
En avril 2023, la population de Nishiwaki était de 38 551 habitants, répartis sur une superficie de 132,44 km2.

### Hydrographie
La ville est traversée par le fleuve Kako.

### Topographie
Sur l'emprise de la ville se trouve le mont Haku.

## Histoire
La ville de Nishiwaki est fondée en 1952 par la fusion de plusieurs villages. Au milieu de la seconde moitié du XXe siècle, elle est le cœur industriel du banshu-ori, une méthode de production textile où les fils sont teints avant le tissage, ce qui lui donne un meilleur aspect. Dans les années 1970, le textile japonais était l'un des leaders mondiaux et le procédé de Nishiwaki était un gage de qualité. Cependant, l'industrie électronique prend par la suite le dessus et l'activité industrielle tend à se concentrer dans les proches mégalopoles de Kobé et Osaka. Par ailleurs, la concurrence de l'industrie textile des pays émergents a entamé celui du Japon ; si Nishiwaki est un temps épargné grâce à la qualité de sa production, seules les marques de luxe ont survécu et Nishiwaki a vécu un déclin, les industriels se concentrant désormais sur la demande intérieure, qui continue à diminuer : contre 1 200 entreprises textiles en 1987, la ville n'en compte plus que 200 en 2014, avec une production divisée par 10.
Nishiwaki a acquis le statut de ville en 2005.

## Patrimoine culturel
Nishiwaki compte un musée des sciences et un d'art moderne. Il possédait une école primaire en bois vieille de 80 ans, parfois utilisée comme décor de films, mais dont la destruction a été décidée par le conseil municipal en 2014, car elle était jugée dangereuse.
En 1919, un professeur d'université relève que Nishiwaki est probablement le centre géographique du Japon. À partir de 1977, ce statut est mis en avant afin de revitaliser l'économie. Il existe une stèle commémorative mais elle est peu visitée.

## Transports
La ville est desservie par la ligne Kakogawa de la JR West.